# (25082) Williamhodge
(25082) Williamhodge est un astéroïde de la ceinture principale.

## Description
(25082) Williamhodge est un astéroïde de la ceinture principale. Il fut découvert le 15 septembre 1998 à Prescott (Arizona) par Paul G. Comba. Il présente une orbite caractérisée par un demi-grand axe de 2,76 UA, une excentricité de 0,22 et une inclinaison de 1,8° par rapport à l'écliptique.

## Compléments